# Bad Rehburg
Bad Rehburg ist ein ehemaliger Kurort in den Rehburger Bergen. Heute ist Bad Rehburg ein Ortsteil der Stadt Rehburg-Loccum im Süden des Landkreises Nienburg/Weser in Niedersachsen. Der Ort liegt auf einer Höhe von 85 m ü. NN und hat rund 700 Einwohner (Stand 2019).

## Geographie
Bad Rehburg liegt direkt an der B 441 und etwa 25 km entfernt von der A 2 mit der Abfahrt Wunstorf-Luthe. Die Ortschaft liegt zwischen dem Steinhuder Meer und der Weser, sie befindet sich auf den Erhebungen der Rehburger Berge rund fünf Kilometer südwestlich des Steinhuder Meeres und etwa zwölf Kilometer östlich der Weser. Bad Rehburg ist nahezu komplett von Wald umgeben, lediglich im Nordosten grenzen ein paar Felder an die Wohnhäuser. Seit 1997 verkehrt ein Bürgerbus zwischen den Ortsteilen von Rehburg-Loccum.

## Geschichte

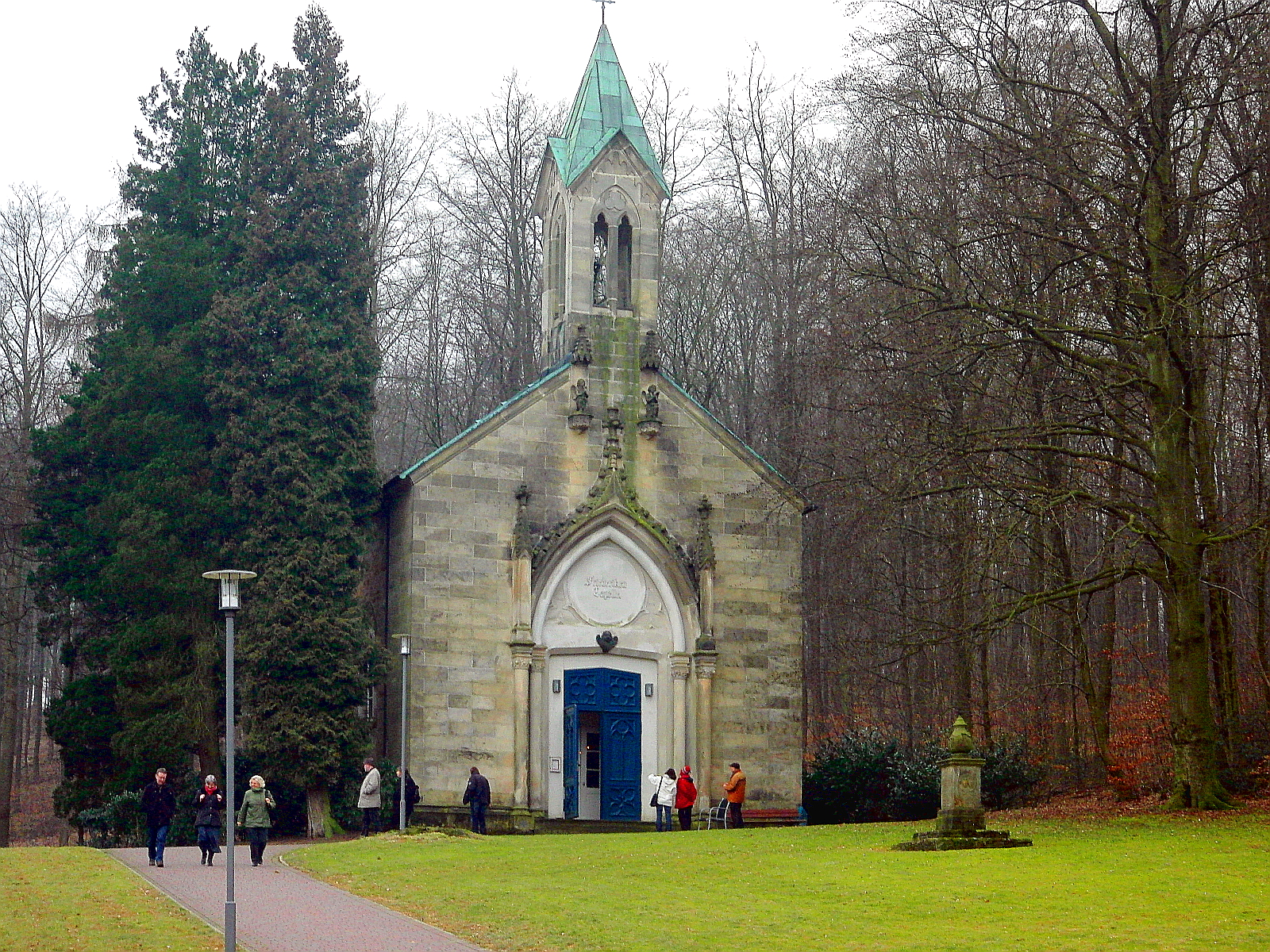
Friederikenkapelle

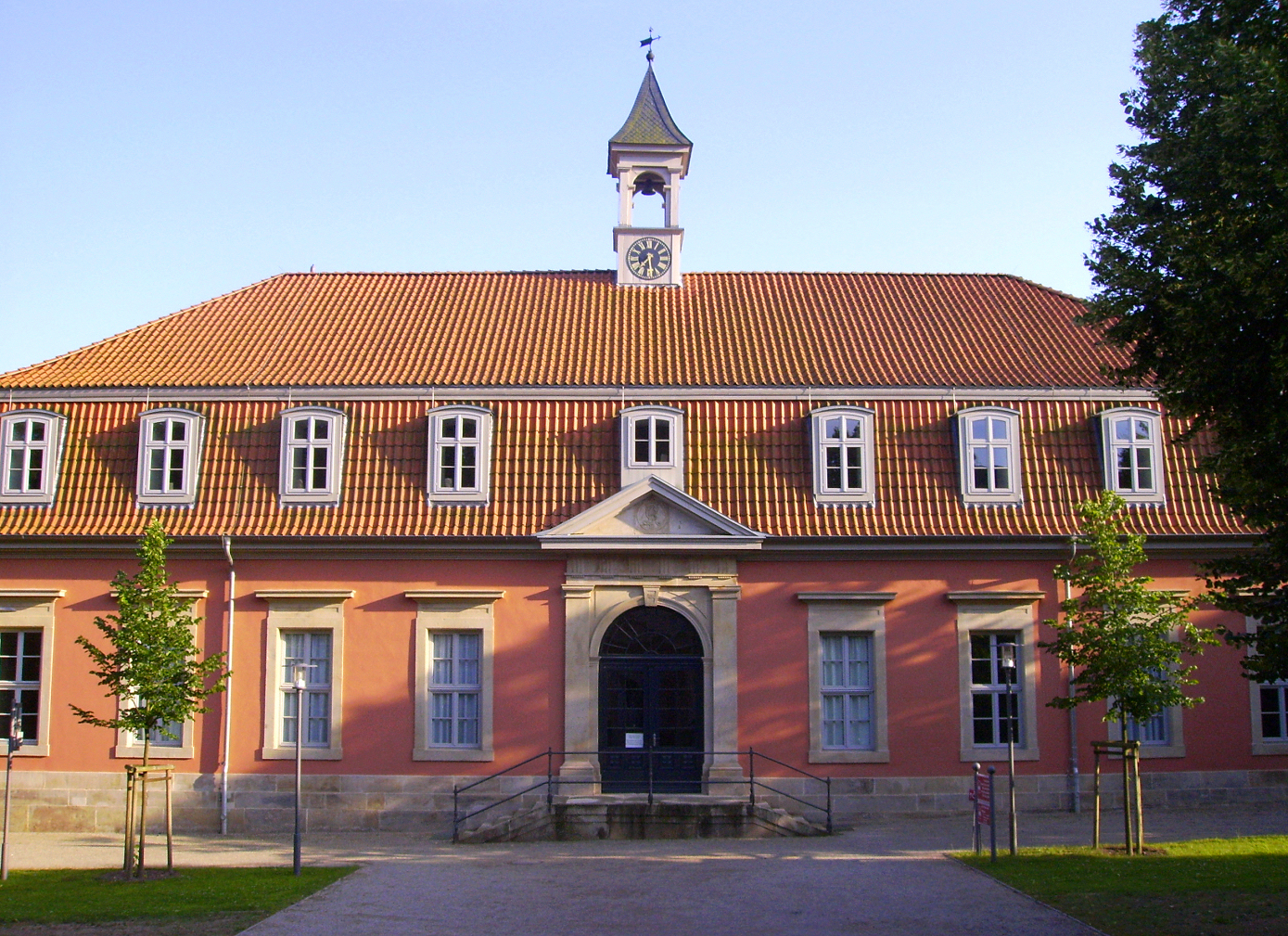
Neues Badehaus in den historischen Kuranlagen

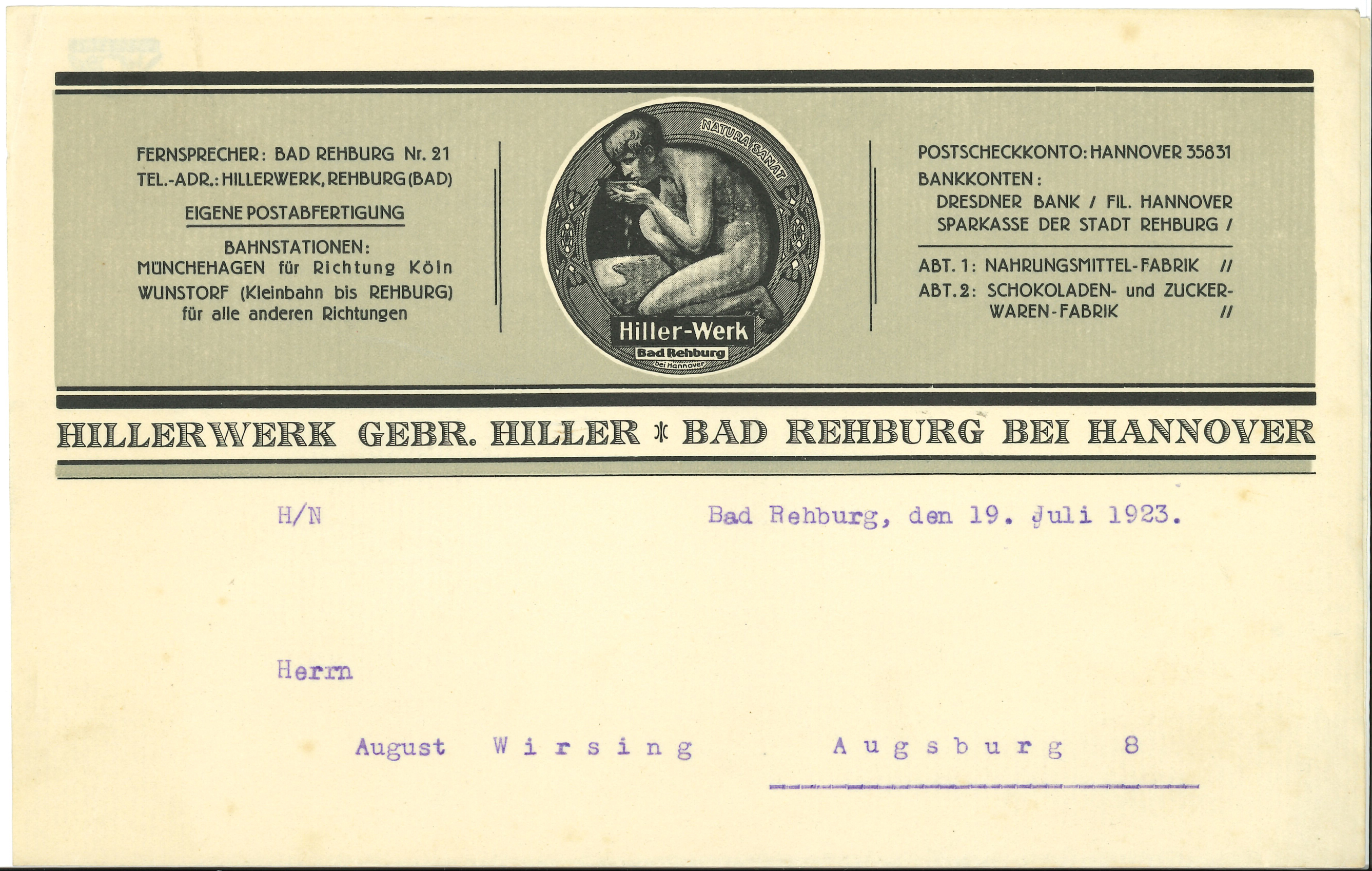
Hillerwerk Gebr. Hiller; Nahrungsmittel-, Schokoladen- und Zuckerwaren-Fabrik;
mit dem Warenzeichen der Marke Natura Sanat; Briefkopf von 1923

Die kleine Siedlung in den Rehburger Bergen wurde 1690 erstmals urkundlich erwähnt, als die Wirksamkeit ihrer Heilquellen bekannt wurde. Die auch als Rehburger Brunnen bezeichnete Ansiedlung gehörte zunächst zur Stadt Rehburg und wurde später eigenständig.
In den einhundert Jahren von 1750 bis 1850 zog der als „Madeira des Nordens“ bekannte Kurort den Adel des Königreichs Hannover nach Bad Rehburg. In dieser Zeit entstanden die Kuranlagen Bad Rehburg mit Badehaus, Brunnenhaus, Wandelhalle, Kurhotels und der Friederikenkapelle (1841/42) sowie dem Kurpark. Nachdem die Kuranlagen im 20. Jahrhundert unter anderem als Pflegeheim und Waisenhäuser genutzt worden waren, verfielen sie seit den 1970er Jahren zunehmend. Zum Ende des 20. Jahrhunderts war das gesamte Areal kaum noch betretbar, da es nahezu vollständig verwuchert war. Anfang des 21. Jahrhunderts entschied man, die Kuranlagen aus ihrem „Dornröschenschlaf“ aufzuwecken und zu sanieren. Im Januar 2003 fand die Eröffnungsfeier statt. Bad Rehburg besitzt neben Hofgeismar das einzige noch erhaltene Badeensemble Deutschlands aus der Zeit der Romantik.
Am 1. März 1974 wurde die Gemeinde Bad Rehburg in die neue Stadt Rehburg-Loccum eingegliedert.
Im Jahr 1990 beging der Ort eine aufwändige 300-Jahr-Feier.

## Religion
- Die evangelische Friederikenkapelle wurde 1840–42 von Friederike von Mecklenburg-Strelitz und ihrem Ehemann Ernst August I. (Hannover) erbaut. Sie gehört zur Kirchengemeinde in Rehburg.
- Katholische Gottesdienste fanden von 1929 bis 1984 im Friedrichs-Pavillon, in dem dafür eine Kapelle eingerichtet worden war, statt. Der Pavillon ist benannt nach Friedrich August, Herzog von York und Albany. Er diente ursprünglich als Brunnenhaus und wurde später umgesetzt. Heute wird er für kulturelle Veranstaltungen genutzt. Die nächstgelegene katholische Kirche befindet sich heute im etwa 5 km entfernten Rehburg.

## Politik

### Ortsrat
Der Ortsrat, der Bad Rehburg vertritt, setzt sich aus fünf Mitgliedern zusammen. Die Ratsmitglieder werden durch eine Kommunalwahl für jeweils fünf Jahre gewählt.
Bei der Kommunalwahl 2021 ergab sich folgende Sitzverteilung:
| Ortsrat 2021Insgesamt 5 Sitze - SPD: 2 - CDU: 3 |

### Ortsbürgermeisterin
Ortsbürgermeisterin ist Michaela Klein (CDU).

## Kultur und Sehenswürdigkeiten
- Historische Kuranlagen Bad Rehburg aus der Zeit der Romantik
- Museum „Kurleben der Romantik“ im neuen Badehaus der Kuranlagen[4]
- Friederikenkapelle
- Wilhelmsturm bei Wölpinghausen

Weiteres
- Fernmeldeturm Bad Rehburg

## Persönlichkeiten

### Söhne und Töchter Bad Rehburgs
- Wolfgang Müller (1901–1986), deutscher Offizier und Widerstandskämpfer des 20. Juli 1944
- Heinrich Abel (1908–1965), Berufspädagoge und Hochschullehrer
- Herbert Hockemeyer (1909–1983), Generaloberstabsarzt der Bundeswehr

### Mit Bad Rehburg verbundene Personen
- Friedrich Andreas Crome (1705–1778), Pastor in Rehburg, Verfasser eines geschichtlichen Abrisses über die Heilquellen
- Geo Hiller (1908–1985), Unternehmer und Vegetarismus-Pionier
- Hermann Hölty (1828–1897), Dichter
- August Kippenberg (1830–1889), Lehrer und Schulbegründer
- Otto Kohlrausch (1811–1854), Arzt
- Ernst Jünger (1895–1998), Schriftsteller und Publizist
- Rudolf Steinmetz (1801–1845), Pastor in Rehburg

## Verkehr
Der Bahnhof Bad Rehburg lag an der Steinhuder Meer-Bahn Wunstorf – Uchte.